# 2017년 12월
| 2017년: 1월 · 2월 · 3월 · 4월 · 5월 · 6월 · 7월 · 8월 · 9월 · 10월 · 11월 · 12월 |

| \| 2017년 12월 1일 (금요일) \| \| 편집 \| |  |      |
| 정치 - 일본의 군주인 아키히토 천황이 2019년 4월 30일 퇴위하고, 나루히토 황태자가 5월 1일에 즉위하기로 하였다. 아베 신조 총리와 왕족이 참여한 회의에서 이와 같은 방안이 결정된 것으로 알려졌다. 스포츠 - 2018년 FIFA 월드컵 시드 배정: 러시아 모스크바에서 시드 배정이 진행되었으며, 개최국인 러시아가 자동으로 A조에 편성되었다. 직전 대회(2014년 FIFA 월드컵) 우승국인 독일이 대한민국 등과 함께 F조에 배정되는 등 본선 진출 32개 국가의 조 편성이 확정되었다. 재해 - 이란 케르만 주(州) 헤자드크 지역에서 규모 6.0의 지진이 발생하였다. 이어 규모 5.0과 5.1의 지진이 추가로 발생하였다. |  |      |
| 2017년 12월 1일 (금요일) |  | 편집 |

| 2017년 12월 1일 (금요일) |  | 편집 |

| \| 2017년 12월 2일 (토요일) \| \| 편집 \| |  |      |
| 국제 관계 - 중화인민공화국의 단체 관광이 일부 허용되면서 관광객 32명이 9개월여 만에 처음으로 인천국제공항을 통해 대한민국에 들어왔다. 중화인민공화국 정부는 대한민국의 사드 배치와 관련하여, 지난 3월 부터 자국민들의 대한민국 단체 관광을 금지한 바 있다. 무력 충돌 - 나이지리아 보르노 주 비우(Biu)에서 자살 테러가 발생해 최소17명이 숨지고, 47명이 부상을 입었다. 정치 - 대한민국 정부의 예산: 2018년도 새해 예산안이 여당과 야당의 입장 차이로 법정 기한내 처리가 무산되었다. 법과 범죄 - 미국 상원에서 감세를 주된 내용으로 하는 세제 개편 법안이 찬성 51표, 반대 49표로 통과되었다. 재해 - 알바니아 곳곳에서 폭우로 인한 홍수가 발생하였다. 이로 인하여 최소 1명이 숨졌으며, 가옥 3,000여 채 이상이 물에 잠겼다. 또한 알바나아의 유일한 국제공항인 너너테레사 티라나 국제공항의 항공편 운항이 중단되었다. |  |      |
| 2017년 12월 2일 (토요일) |  | 편집 |

| 2017년 12월 2일 (토요일) |  | 편집 |

| \| 2017년 12월 3일 (일요일) \| \| 편집 \| |  |      |
| 사고 - 대한민국 인천광역시 영흥도 인근 해상에서 22명이 승선한 낚싯배가 급유선과 충돌하는 사고가 발생하였다. 이 사고로 13명이 숨졌으며, 2명이 실종되었다. 구조된 7명은 병원으로 후송되었다. |  |      |
| 2017년 12월 3일 (일요일) |  | 편집 |

| 2017년 12월 3일 (일요일) |  | 편집 |

| \| 2017년 12월 4일 (월요일) \| \| 편집 \| |  |      |
| 군사 - 한국과 미국의 연합 공중 군사훈련 비질런트 에이스(Vigilant ACE)가 진행되었다. 국제 관계 - 국제연합(UN)의 제프리 펠트먼(Jeffrey D. Feltman) 정무담당 사무차장이 5일부터 나흘간의 일정으로 조선민주주의인민공화국을 방문한다고 밝혔다. 법과 범죄 - 몰타 정부가 지난 10월 16일 발생한 다프네 카루아나 갈리지아의 사망 사건과 관련하여 10명을 체포하였다. 갈리지아는 테러로 추정되는 차량 폭발로 숨졌다. - 오스트리아 헌법재판소가 동성 결혼을 허용하기로 결정하였다. 동성 결혼 관련 법에 헌법불합치 결정을 내렸으며, 이에 따라 해당 법안이 개정되지 않으면 내년 말일 무효가 된다. - 행정명령 13769호: 미국 연방 대법원이 해당 특정 국가 사람들의 미국 입국을 규제하는 행정명령에 대한 금지는 무효라고 결정하였다. 12월 4일부터 90일 동안 해당 국가 국민들은 미국 입국이 허용되지 않는다. 사고 - 대한민국 인천광역시 소청도 서남쪽 해상에서 선원 10명이 승선한 상선이 침몰하였다. 선원 10명 중 7명은 구조되었으며, 3명은 실종되었다. |  |      |
| 2017년 12월 4일 (월요일) |  | 편집 |

| 2017년 12월 4일 (월요일) |  | 편집 |

| \| 2017년 12월 5일 (화요일) \| \| 편집 \| |  |      |
| 국제 관계 - 터키의 에르도안 대통령은 도널드 트럼프 미국 대통령이 예루살렘을 이스라엘의 수도로 인정할 경우, 이스라엘과의 외교 관계를 단절할 수 있다고 밝혔다. 터키는 지난 2010년 이스라엘군의 작전 중 자국민 10명이 사망하는 사고가 발생하면서 외교를 끊었고, 2017년 1월에 관계 정상화에 합의한 바 있다. 스포츠 - 국제올림픽위원회(IOC)가 스위스 로잔에서 진행된 집행위원회에서 러시아의 2018년 동계 올림픽 출전을 금지하였다. 다만, 약물 검사를 통과한 선수의 개인 자격 출전은 허용하였다. 사고 - 인천 영흥도 선창 1호 전복 사고: 수색을 통해 실종자 2명의 시신을 찾아 확인하면서, 야간 수색 작업 등을 끝냈다. 부고 - 루마니아의 마지막 국왕이었던 미하이 1세가 96세를 일기로 숨졌다. |  |      |
| 2017년 12월 5일 (화요일) |  | 편집 |

| 2017년 12월 5일 (화요일) |  | 편집 |

| \| 2017년 12월 6일 (수요일) \| \| 편집 \| |  |      |
| 국제 관계 - 도널드 트럼프 대통령이 예루살렘을 이스라엘의 수도로 인정한다고 밝혔다. 또한 텔아비브의 대사관을 예루살렘으로 옮기는 작업을 개시한다고 덧붙였다. 베냐민 네타냐후 이스라엘 총리는 역사적인 결정이라며 반겼으나, 마흐무드 압바스 팔레스타인 자치정부 수반은 지옥의 문을 열었다며 즉각 반발하였다. 교황 프란치스코는 유엔의 결의안에 따라 현상 유지되어야한다며 우려를 나타냈다. 정치 - 블라디미르 푸틴 러시아 대통령이 2018년 러시아 대통령 선거 출마를 선언을 하였다. 러시아의 대선은 내년 3월 진행된다. 한편 2012년 러시아 대통령 선거에서 당선된 푸틴의 임기는 5월 7일까지로 예정되어있으며, 네 번째 집권 도전이다. 사회 - 핀란드 독립선언: 핀란드가 독립 100년을 맞아 기념식을 가졌다. 스포츠 - 블라디미르 푸틴 러시아 대통령은 선수들이 개인 자격으로 2018년 동계 올림픽에 참가하는 것을 허용한다고 밝혔다. - 크리스티아누 호날두가 UEFA 챔피언스리그 2017-18 조별리그 6경기에서 모두 득점하여 신기록을 세웠다. 앞서 델 피에로와 네이마르 등이 조별리그 5경기 득점을 기록한 바 있다. 환경 - 유니세프(UNICEF)가 대기 오염으로 뇌 발달에 영향을 받는 영아의 수가 전 세계에 약 1,700만 명이라는 보고서를 발표하였다. 보고서에 따르면, 환경기준치의 6배를 넘는 오염 지역에서 뇌 발달에 영향을 받은 영아의 수가 약 1,700만 명인데, 이중 1,220만 명이 남아시아, 430만명은 동아시아 태평양지역에 분포한다. |  |      |
| 2017년 12월 6일 (수요일) |  | 편집 |

| 2017년 12월 6일 (수요일) |  | 편집 |

| \| 2017년 12월 7일 (목요일) \| \| 편집 \| |  |      |
| 보건 - 대한민국 노량진 학원가에서 결핵 확진 환자가 발생하였다. 질병관리본부는 접촉자 500여 명에 대한 흉부 엑스선 검사를 진행중이며, 확인되는 환자에 대해서는 치료를 안내하고, 다른 인원들은 잠복결핵 검사 실시 및 내년 2월 추가 검사를 할 예정이라고 밝혔다. |  |      |
| 2017년 12월 7일 (목요일) |  | 편집 |

| 2017년 12월 7일 (목요일) |  | 편집 |

| \| 2017년 12월 8일 (금요일) \| \| 편집 \| |  |      |
| 군사 - 일본이 장거리 순항 미사일을 도입하겠다고 밝혔다. 오노데라 이쓰노리(小野寺五典) 일본 방위상은 기자회견을 통해 전투기에 탑재하는 장거리 순항 미사일을 도입한다고 밝혔다. 경제·비즈니스 - 유럽 연합(EU)과 일본간의 경제 연대 협정(EPA)이 체결되었다. 재해 - 2017년 12월 남부 캘리포니아 산불: 지난 4일 벤투라(Ventura County, California)지역과 로스 앤젤레스 등 남부 캘리포니아 곳곳에서 발생한 산불이 계속되고 있다. 제리 브라운 주지사의 서한 요청으로, 도널드 트럼프 대통령이 이 지역에 대한 비상사태를 선포하였다. 주 초에 선포된 주(州) 비상사태를 넘어서는 것으로, 연방재난관리청(FEMA)을 비롯한 연방 정부의 인력과 예산이 산불 진화와 구호에 투입된다. |  |      |
| 2017년 12월 8일 (금요일) |  | 편집 |

| 2017년 12월 8일 (금요일) |  | 편집 |

| \| 2017년 12월 9일 (토요일) \| \| 편집 \| |  |      |
| 군사 - 이라크가 이라크 레반트 이슬람 국가(IS)를 완전히 몰아내고 승전했다고 선언하였다. 하이데르 알아바디 총리는 이라크 영토 전부를 이라크군이 통제하는데 성공하였다고 밝혔다. 스포츠 - 2017년 EAFF E-1 풋볼 챔피언십(동아시안컵): 아지노모토 스타디움에서 열린 대한민국과 중화인민공화국의 결선 경기가 2 – 2 무승부를 기록하였다. 사고 - 대한민국 용인시의 한 물류센터 공사장에서 타워 크레인(Tower crane)이 쓰러지는 사고가 발생해 3명이 숨지고, 4명이 중상을 입었다. |  |      |
| 2017년 12월 9일 (토요일) |  | 편집 |

| 2017년 12월 9일 (토요일) |  | 편집 |

| \| 2017년 12월 10일 (일요일) \| \| 편집 \| |  |      |
| 스포츠 - 잭 모리스(Jack Morris)와 알란 트람멜(Alan Trammell)이 미국 야구 명예의 전당에 헌액되었다. 사고 - 대한민국 의정부 경전철이 폭설로 인하여, 한 때 운행이 정지되었다. |  |      |
| 2017년 12월 10일 (일요일) |  | 편집 |

| 2017년 12월 10일 (일요일) |  | 편집 |

| \| 2017년 12월 11일 (월요일) \| \| 편집 \| |  |      |
| 무력 충돌·공격 - 뉴욕 맨해튼의 42번가에 위치한 한 버스 정류장에서 폭발이 발생하였다. 이로 인하여 용의자가 부상을 입었으며, 현장에서 체포되었다. 경제 - 카타르가 영국의 방위산업체 BAE 시스템스로부터 차세대 전투기 유로파이터 타이푼 24대를 약 60억 파운드(한화 8조 7,000억 원)에 구매하기로 계약하였다. 문화·예술 - 사우디아라비아 당국이 상업적 영화관을 허용한다. 관계 당국은 면허 발급 절차가 시작되었으며, 이르면 내년 3월에 첫 영화관이 문을 열 것이라고 밝혔다. 법과 범죄 - 대한민국 국민권익위원회가 부정청탁 및 금품등 수수의 금지에 관한 법률(약칭: 청탁 금지법, 일명 김영란 법)의 시행령 개정안을 가결하였다. 이에 따라 화훼를 포함한 농수축산물은 한해 5만원에서 10만원으로 오르고, 경조사비는 10만원에서 5만원으로 낮아진다. 개정안은 지난 11월 27일 부결되었던 내용 중 농축수산물의 범위 등 일부를 수정하였다. 스포츠 - 2018년 동계 올림픽: 러시아 올림픽 위원회가 지금까지 위원회에 의견을 통보한 선수 중 출전을 거부한 선수는 없다고 밝혔다. 러시아는 조직적 도핑과 관련하여 내년 동계 올림픽 출전이 금지되었으며, 개인 자격 출전만 가능하다. 개인자격 출전의 경우 올림픽 위원회(IOC)의 초청을 받아야하며, 이후 출전 여부가 결정된다. |  |      |
| 2017년 12월 11일 (월요일) |  | 편집 |

| 2017년 12월 11일 (월요일) |  | 편집 |

| \| 2017년 12월 12일 (화요일) \| \| 편집 \|                                                      |  |      |
| 정치 - 대한민국의 정당 자유한국당이 신임 원내대표로 김성태(3선, 서울 강서 을)의원을 선출하였다. |  |      |
| 2017년 12월 12일 (화요일)                                                                       |  | 편집 |

| 2017년 12월 12일 (화요일) |  | 편집 |

| \| 2017년 12월 13일 (수요일) \| \| 편집 \| |  |      |
| 무력 충돌·공격 - 팔레스타인에서 이스라엘 남부로 로켓 2발을 발사하였다. 이스라엘측은 한 발은 아이언 돔에 요격되었으며, 한 발은 목표에 미치지 못했다고 밝혔다. - 이스라엘-팔레스타인 분쟁: 하마스의 지도자 이스마일 하니야(Ismail Haniyeh)이 새로운 인티파다를 촉구하였다. 경제 - 미국 연방준비제도(Fed, 연준)가 기준금리를 인상하였다. 연준은 연방공개시장위원회(FOMC) 회의를 통해 0.25%포인트의 기준금리 인상을 결정하였다고 밝혔다. 이에 따라 미국의 기준금리는 기존 1.00∼1.25%에서 1.25∼1.50%로 상승하였다. 이번 인상은 지난 3월, 6월에 이은 세 번째 인상이다. 사고 - 일본 오키나와현 기노완 시의 한 초등학교 운동장에 미국 해병대 소속의 수송 헬리콥터 창문이 떨어져 1명이 부상을 입었다. |  |      |
| 2017년 12월 13일 (수요일) |  | 편집 |

| 2017년 12월 13일 (수요일) |  | 편집 |

| \| 2017년 12월 14일 (목요일) \| \| 편집 \| |  |      |
| 국제 관계 - 대한민국의 문재인 대통령과 중화인민공화국의 시진핑 주석이 정상회담을 갖고, 네 가지 원칙(전쟁 불가. 한반도 비핵화. 비핵화 등의 문제에 대한 대화와 협상을 통한 평화적 해결. 남북 관계 개선.)에 합의하였다. 또한 정상간 핫라인을 구축하기로 하였다. 정치 - 2018년 러시아 대통령 선거: 블라디미르 푸틴 러시아 대통령이 내년 치러지는 선거에 무소속으로 출마하겠다고 밝혔다. 경제 - 미국 연방 통신 위원회(FCC)가 표결 결과 3 대 2로 망 중립성 원칙을 폐지하기로 결정하였다. - 월트 디즈니 컴퍼니가 21세기 폭스를 524억 달러(한화 약 57조 636억 원)에 인수하기로 하였다. 부채 137억 달러(약 14조9193억 원)까지 포함한 인수 총액은 661억 달러(약 71조 9,829억 원)이다. 디즈니는 ABC 방송사와 스포츠 채널 ESPN 등을 이미 소유하고 있으며, 이번 인수 대상에서 월스트리트 저널(WSJ)을 비롯한 언론사 및 일부 스포츠 채널 등은 제외되었다. 미국 법무부가 승인하면 이번 인수·합병은 완료된다. 사회 - 1968년 조업 중 조선민주주의인민공화국에 나포됐다가 풀려나 반공법 위반 혐의로 기소돼 처벌을 받았던 태영호 선원 고 박종옥씨에게 법원이 무죄를 선고했다. 사고 - 중화인민공화국을 국빈 방문 중인 문재인 대통령을 근접 취재하던 대한민국 기자 2명이 중화인민공화국 경호원들에게 폭행 당하는 사고가 발생하였다. - 박근혜-최순실 게이트: 대한민국 검찰이 국정농단의 장본인 최순실에 25년을 구형(求刑)하였다. |  |      |
| 2017년 12월 14일 (목요일) |  | 편집 |

| 2017년 12월 14일 (목요일) |  | 편집 |

| \| 2017년 12월 15일 (금요일) \| \| 편집 \|                                                                                                 |  |      |
| 재해 - 2017년 자와섬 지진: 인도네시아 자와섬(자바섬)에서 규모 6.5의 지진이 발생하였다. 이로 인하여 최소 1명이 숨지고, 5명이 부상을 입었다. |  |      |
| 2017년 12월 15일 (금요일) |  | 편집 |

| 2017년 12월 15일 (금요일) |  | 편집 |

| \| 2017년 12월 16일 (토요일) \| \| 편집 \| |  |      |
| 스포츠 - FIFA 클럽 월드컵 2017: 아랍에미리트에서 열린 2017년도 FIFA 클럽 월드컵에서 레알 마드리드 CF가 호날두의 결승골로 1:0으로 그레미우를 꺾고 우승하였다. 클럽 월드컵 사상 첫 2연패이며, 팀 통산 세 번째 클럽 월드컵 우승이다. 레알 마드리드는 2014년과 2016년 우승한 바 있다. 재해 - 필리핀 중부 지역에 제26호 태풍 카이탁이 상륙하였다. 태풍의 영향으로 중부 지역인 빌리란주 곳곳에서 산사태가 발생했으며, 이로 인하여 최소 14명이 숨지고, 26명이 실종되었다. 사고 - 이대목동병원 에서 81분 사이에 미숙아 신생아 4명이 잇따라 사망하는 사건이 발생하였다. |  |      |
| 2017년 12월 16일 (토요일) |  | 편집 |

| 2017년 12월 16일 (토요일) |  | 편집 |

| \| 2017년 12월 17일 (일요일) \| \| 편집 \| |  |      |
| 무력 충돌·공격 - 파키스탄 퀘타의 한 교회에서 자폭 테러가 발생해 최소 9명이 숨지고, 57명이 부상을 입었다. 정치 - 칠레에서 세바스티안 피녜라가 4년만에 재집권하게 되었다. 피녜라는 대선 결선 투표에서 54.57%를 득표하며, 방송인 출신의 알레한드로 기이에르 후보를 꺾고 당선되었다. 이번 선거에 현 대통령은 미첼 바첼레트는 불출마하였다. 문화 - 중화인민공화국 베이징에서 열린 경매에서 치바이스(齊白石)의 '산수 12조병'(山水十二條屛)이 중화인민공화국 미술품 경매 사상 최고가인 9억 3,150만 위안(한화 약 1천532억 원)에 낙찰되었다. 이전의 최고가 작품은 지난 2011년 경매에서 4억 2,550만 위안(한화 약 700억 원)에 낙찰된 치바이스의 송백고립도(松柏高立图)이다. 스포츠 - 파랑스의 항해가인 프랑수아 가바르(François Gabart)가 42일 16시간의 신기록으로 단독 요트 세계 일주에 성공하였다. 이전 기록은 2016년 토마 코빌(Thomas Coville) 의 49일 3시간이었으며, 이를 6일 이상 단축한 것이다. 사고 - 미국 조지아주(州)의 애틀랜타의 하츠필드 잭슨 애틀랜타 국제공항에서 정전 사고가 발생했다. 수백 편의 항공기가 지연, 취소 되었으며, 수 천명의 승객의 발이 묶였다. |  |      |
| 2017년 12월 17일 (일요일) |  | 편집 |

| 2017년 12월 17일 (일요일) |  | 편집 |

| \| 2017년 12월 18일 (월요일) \| \| 편집 \| |  |      |
| 정치 - 국민당의 당수 제바스티안 쿠르츠가 오스트리아의 연방수상(총리)에 취임하였다. 쿠르츠 총리는 민주선거로 선출된 전 세계 지도자 가운데 가장 어린나이(31세)이다. 함께 연정을 구성한 자유당의 대표 하인츠크리스티안 슈트라체는 부총리직을 맡는다. 사회 - 2017년 포항 지진: 대한민국 동해선 포항~영덕 구간 44.1km의 개통 연기가 결정되었다. 한국철도시설공단은 시설물 안전 점검을 거쳐, 내년 1월 경 개통할 것이라고 밝혔다. - 대한민국 울산광역시가 천전리 공룡발자국 화석 171개와 대곡리 공룡발자국 화석 9개를 대상으로한 환경 정리 및 보존 처리를 마치고, 일반에 공개한다고 밝혔다. 재해 - 제26호 태풍 카이탁: 필리핀 중부에 상륙한 태풍으로 인해 최소 31명이 숨지고, 49명이 실종되는 인명 피해가 발생하였다. 27만여 명의 수재민이 발생하였으며, 도로와 교량 파손, 농경지 침수 피해 등이 발생하였다. 부고 - 대한민국의 가수 종현이 27세를 일기로 숨졌다. 음악 그룹 샤이니의 일원 및 솔로 가수로 활동하였다. |  |      |
| 2017년 12월 18일 (월요일) |  | 편집 |

| 2017년 12월 18일 (월요일) |  | 편집 |

| \| 2017년 12월 19일 (화요일) \| \| 편집 \|                                                |  |      |
| 법과 범죄 - 미국 하원에서 감세(減稅)를 주 내용으로 하는 세금 제도 개편 법안이 통과되었다. |  |      |
| 2017년 12월 19일 (화요일)                                                                 |  | 편집 |

| 2017년 12월 19일 (화요일) |  | 편집 |

| \| 2017년 12월 20일 (수요일) \| \| 편집 \| |  |      |
| 법과 범죄 - 대한민국-중화인민공화국 관계: 대한민국 해경이 불법 조업에 나선 중화인민공화국 어선 44척에 대하여 200여 발의 경고 사격으로 퇴거 조치하였다. - 전날(12월 19일) 미국 하원을 통과한 감세(減稅)를 주 내용으로 하는 세금 제도 개편 법안이 미국 상원에서도 통과되었다. 이번 감세안은 31년만에 최대 규모의 감세이다. 해당 법안은 도널드 트럼프 대통령의 서명만이 남았다. 재해 - 멕시코의 오아하카(San Pedro Jicayan, Oaxaca, Mexico)에서 규모 5.0의 지진이 발생하였다. 지진으로 인한 진동은 수도인 멕시코시티에서도 감지되었다. |  |      |
| 2017년 12월 20일 (수요일) |  | 편집 |

| 2017년 12월 20일 (수요일) |  | 편집 |

| \| 2017년 12월 21일 (목요일) \| \| 편집 \| |  |      |
| 정치 - 카탈루냐 독립선언, 2017년 카탈루냐 독립 국민투표: 2017년 카탈루냐 지방 선거 결과 분리 독립파 정당 세 곳이 과반 이상을 차지하고, 선거 이전보다 의석 수를 늘린 것으로 나타났다. 다만 1당은 스페인 잔류를 주장하는 시우다다노스(Ciudadanos)가 차지하였다. 이번 선거는 스페인 중앙 정부가 헌법 제155조를 근거로 독립 움직임을 보인 카탈루냐 자치 정부와 자치 의회를 해산하면서 조기(早期) 실시되었다. 기상 - 제27호 태풍 덴빈이 발생하였다. 태풍 카이탁에 뒤이어 필리핀에 상륙할 것으로 예상된다. 사고 - 제천 스포츠센터 화재: 대한민국 충청북도 제천시 하소동의 8층짜리 스포츠센터에서 화재가 발생하였다. 이로 인하여 29명이 숨지고, 29명이 부상을 입었다. |  |      |
| 2017년 12월 21일 (목요일) |  | 편집 |

| 2017년 12월 21일 (목요일) |  | 편집 |

| \| 2017년 12월 22일 (금요일) \| \| 편집 \| |  |      |
| 국제 관계 - 유엔 안전 보장 이사회 결의 제2397호: 뉴욕 유엔본부에서 열린 유엔 안전 보장 이사회(안보리, UNSC) 회의에서 조선민주주의인민공화국에 대한 제재 결의가 만장일치로 통과되었다. 재해 - 제27호 태풍 덴빈이 강한 열대푹풍(STS) 등급 으로 필리핀에 상륙하였다. 태풍으로 최소 55명 사망하고, 75명이 실종되는 인명 피해가 발생하였다. |  |      |
| 2017년 12월 22일 (금요일) |  | 편집 |

| 2017년 12월 22일 (금요일) |  | 편집 |

| \| 2017년 12월 23일 (토요일) \| \| 편집 \| |  |      |
| 재해 - 필리핀에 상륙한 제27호 태풍 덴빈으로 산사태와 홍수가 잇따르며, 최소 203명이 숨지고, 100여 명이 실종되었다. 태풍은 24일 필리핀을 빠져나가 스프래틀리 군도를 지나 베트남에 상륙할 것으로 전망된다. |  |      |
| 2017년 12월 23일 (토요일) |  | 편집 |

| 2017년 12월 23일 (토요일) |  | 편집 |

| \| 2017년 12월 24일 (일요일) \| \| 편집 \| |  |      |
| 과학 - 중화인민공화국의 중국항공공업집단공사(中國航空工業集團公社, AVIC)에서 8년 여 만에 개발한 세계 최대의 수륙양용기 'AVIC AG600'이 첫 시험 비행을 하였다. 최대 비행거리 4,500km, 최대 이륙중량은 53.5톤이며, 항공기 동체의 길이는 39.6m이다. - 대한민국 경기도가 이르면 다음 주 중에 판교역과 판교제2테크노밸리를 오가는 자율주행(Automated driving system) 버스를 시범 운행한다고 밝혔다. 사고 - 필리핀 다바오 시의 한 쇼핑몰에서 화재가 발생해 최소 37명이 숨졌다. - 프랑스 알프스산맥 기슭에 있는 도시 그르노블의 한 스키장에서 스키 리프트가 고장나는 사고가 발생해 150여 명의 승객이 2시간 반 가량 고립되었다. |  |      |
| 2017년 12월 24일 (일요일) |  | 편집 |

| 2017년 12월 24일 (일요일) |  | 편집 |

| \| 2017년 12월 25일 (월요일) \| \| 편집 \| |  |      |
| 사회 - 크리스마스의 정오(正午), 교황 프란치스코가 바티칸 시국(Vatican 市國) 성 베드로 대성당의 발코니에서 미사와 예배를 집전하였다. 사고와 재해 - 오후 2시 46분쯤 대한민국 수원시 영통구 하동 광교신도시에 있는 SK건설 오피스텔 신축 공사 현장 지하2층에서 근로자들이 산소 절단기로 가설치했던 철골 구조물을 해체하던 중 옆에 쌓아놓은 단열재로 불똥이 튀면서 화재가 발생하였다. 이 사고로 1명이 숨지고, 14 명이 부상을 입었다. - 필리핀 라우니온주에서 지프니 충돌 사고가 발생, 최소 19 명이 사망하고, 25 명이 부상을 입었다 . - 러시아 모스크바에서 버스가 지하철 출입구로 돌진하는 사고로 최소 5명이 숨지고, 15명이 부상하였다. |  |      |
| 2017년 12월 25일 (월요일) |  | 편집 |

| 2017년 12월 25일 (월요일) |  | 편집 |

| \| 2017년 12월 26일 (화요일) \| \| 편집 \| |  |      |
| 무력 충돌·공격 - 리비아 마라다(Maradah)에서 무장 괴한들이 송유관을 폭파하였다. 이와 관련하여 리비아의 국영 석유 회사(National Oil Corporation, NOC)는 원유 생산량이 하루 7만에서 최대 10만 배럴까지 줄어들 것이라고 밝혔다. 정치 - 라이베리아 대통령 선거에서 축구 선수 출신의 조지 웨아가 당선되었다. |  |      |
| 2017년 12월 26일 (화요일) |  | 편집 |

| 2017년 12월 26일 (화요일) |  | 편집 |

| \| 2017년 12월 27일 (수요일) \| \| 편집 \| |  |      |
| 정치 - 서울남부지방법원이 대한민국의 정당인 국민의당의 국회의원 및 당원 일부가 제출한 '전(全)당원 투표 금지 가처분(假處分) 신청'을 기각하였다. 이에 따라 바른정당과의 통합 찬반 및 안철수 대표의 재신임을 묻는 투표는 예정대로 진행된다. 27일 부터 30일까지 투표가 진행되고, 31일 최종 결과가 발표된다. |  |      |
| 2017년 12월 27일 (수요일) |  | 편집 |

| 2017년 12월 27일 (수요일) |  | 편집 |

| \| 2017년 12월 28일 (목요일) \| \| 편집 \| |  |      |
| 무력 충돌·공격 - 아프가니스탄의 수도 카불에서 폭탄 테러가 발생, 최소 41명이 숨졌으며, 84명이 부상을 입었다. 군사 - 대한민국 국방부가 인사가 단행하였다. 여군 3명이 포함되었으며, 일반 진급을 통해 여성이 장군(將軍)이 된 것은 국군이 창설되고 처음이다. 각 군 77명이 준장으로, 30명이 소장으로 각각 진급하였다. 사고 - 오전 9시 40분쯤, 서울특별시 강서구 등촌동 공사현장에서 철거 작업 도중, 크레인이 강서구청 사거리옆 도로쪽으로 꺾여 전도되면서 시내버스 정류장과 650번 버스를 덮쳐, 1명이 사망하고, 15명이 다쳤다. 사건 - 실종된 줄 알았던 5세 여아가 살해 사실을 시인한 용의자 아버지(친부)가 전주 덕진경찰서로 압송되었다. |  |      |
| 2017년 12월 28일 (목요일) |  | 편집 |

| 2017년 12월 28일 (목요일) |  | 편집 |

| \| 2017년 12월 29일 (금요일) \| \| 편집 \| |  |      |
| 국제 관계 - 홍콩 선적의 선박 라이트하우스 윈모어(LIGHTHOUSE WINMORE)호가 안보리를 결의 위반으로 대한민국 전라남도 여수항에 억류되었다. 윈모어호는 지난 10월 19일 경 공해상에서 조선민주주의인민공화국 선박에 정유제품을 넘긴 것이 적발되었으며, 유엔안전보장이사회는 이같은 화물의 환적(換績)을 금지하기로 결의한 바 있다. 법과 범죄 - 대한민국 여러 매체를 통해 실종된 것으로 알려졌던 5세 여아가 전라북도의 한 야산에서 시신으로 발견되었다. 사고 - 대한민국 경기도 평택시(오성면)의 한 폐유처리 시설에서 폐유 운반용 탱크로리가 청소 도중 폭발하는 사고가 발생하였다. 이 사고로 1명이 사망하고, 1명이 다쳤다. - 미국 뉴욕주 브롱크스 지역 아파트에서 화재가 발생해 1살 영아를 포함, 12명이 사망하였다. |  |      |
| 2017년 12월 29일 (금요일) |  | 편집 |

| 2017년 12월 29일 (금요일) |  | 편집 |

| \| 2017년 12월 30일 (토요일) \| \| 편집 \| |  |      |
| 사고 - 대한민국 경기도 수원시(장안구 송죽동)의 한 목욕탕에서 기름탱크의 경유 100리터가 하수도로 유입되는 사고가 발생하였다. 누출된 경유는 18시간만에 제거되었다. |  |      |
| 2017년 12월 30일 (토요일) |  | 편집 |

| 2017년 12월 30일 (토요일) |  | 편집 |

| \| 2017년 12월 31일 (일요일) \| \| 편집 \| |  |      |
| 정치 - 대한민국의 정당 국민의당이 실시한 '바른정당과의 통합을 묻는 투표' 결과가 발표되었다. 전체 선거인단 26만 437명 중 23%인 5만 9,911명이 투표에 참여하였으며, 이중 74.6%(4만4,706표)가 찬성, 25.4%(1만5,205표)가 반대한 것으로 집계되었다. |  |      |
| 2017년 12월 31일 (일요일) |  | 편집 |

| 2017년 12월 31일 (일요일) |  | 편집 |

| <          | 2017년 12월  | 2017년 12월 | 2017년 12월 | 2017년 12월 | 2017년 12월  | >          |
| 일         | 월           | 화          | 수          | 목          | 금           | 토         |
|            |              |             |             |             | 1 10.14 임술 | 2 15 계해  |
| 3 16 갑자  | 4 17 을축    | 5 18 병인   | 6 19 정묘   | 7 20 무진   | 8 21 기사    | 9 22 경오  |
| 10 23 신미 | 11 24 임신   | 12 25 계유  | 13 26 갑술  | 14 27 을해  | 15 28 병자   | 16 29 정축 |
| 17 30 무인 | 18 11.1 기묘 | 19 2 경진   | 20 3 신사   | 21 4 임오   | 22 5 계미    | 23 6 갑신  |
| 24 7 을유  | 25 8 병술    | 26 9 정해   | 27 10 무자  | 28 11 기축  | 29 12 경인   | 30 13 신묘 |
| 31 14 임진 |              |             |             |             |              |            |

| - 2018년 - 1월 - 2017년 - 12월 - 11월 편집하기 |